# 菊叶穗花报春
菊叶穗花报春（学名：Primula bellidifolia）为报春花科报春花属下的一个种。

## 扩展阅读
- 維基物種上的相關：菊叶穗花报春